# Yaqub Al-Ghusayn
Yaqub Al-Ghusayn, (1899-1947) est un Palestinien propriétaire foncier à Ramla et le fondateur du Parti du congrès de la jeunesse (en)). Il est diplômé en droit de l'université de Cambridge. Ghusayn a été élu président du premier Parti du congrès de la jeunesse, tenu à Jaffa en janvier 1932. Il était membre et représentant de son parti au Haut Comité arabe à sa formation en 1936. En 1937 il a été un membre du Conseil suprême musulman (en). Le 1er octobre de la même année, il a été exilé par les Britanniques aux Seychelles pour avoir été un membre du Haut Comité arabe, lequel a été dissous par les Britanniques. Il a aussi fait partie de la délégation de Palestiniens présents à la conférence de Londres au palais Saint James en février 1939 au côté de Moussa al-Alami.
Ghusayn a reconstitué sa faction en 1945. Il est mort à Jérusalem le 27 décembre 1947.
Il a été marié à Thuriya Nuseibeh, ensemble ils ont eu 11 enfants.